# English Masters 1985
Das English Masters 1985 im Badminton fand vom 19. bis zum 20. Oktober 1985 in Bournemouth, England, statt.

## Finalresultate
| Disziplin    | Sieger                         | Finalist                     | Ergebnis            |
| ------------ | ------------------------------ | ---------------------------- | ------------------- |
| Herreneinzel | Morten Frost                   | Steve Baddeley               | 15:12, 11:15, 15:11 |
| Dameneinzel  | Kirsten Larsen                 | Gillian Gowers               | 11:5, 11:0          |
| Herrendoppel | Andy Goode Nigel Tier          | Zhang Qingwu Chen Kang       | 15:7, 15:9          |
| Damendoppel  | Karen Beckman Sara Halsall     | Gillian Clark Gillian Gowers | 15:11, 15:5         |
| Mixed        | Billy Gilliland Gillian Gowers | Steen Fladberg Gitte Paulsen | 15:7, 15:5          |